# Boghé
Boghé (arabiska: بوغي) är en stad i södra delen av regionen Brakna i Mauretanien, vid Senegalfloden. Staden hade 16 418 invånare (2013).

## Infrastruktur
Utanför Boghé ligger Abbaye flygplats.